# Лещин (Лодзинське воєводство)
Лещин (пол. Łeszczyn) — село в Польщі, у гміні Злочев Серадзького повіту Лодзинського воєводства.
Населення — 200 осіб (2011).
У 1975-1998 роках село належало до Серадзького воєводства.

## Демографія
Демографічна структура станом на 31 березня 2011 року:
|          | Загалом | Допрацездатний вік | Працездатний вік | Постпрацездатний вік |
| -------- | ------- | ------------------ | ---------------- | -------------------- |
| Чоловіки | 109     | 29                 | 68               | 12                   |
| Жінки    | 91      | 15                 | 51               | 25                   |
| Разом    | 200     | 44                 | 119              | 37                   |